# Мечи острови
Мечите острови (на руски: Медвежьи острова; на якутски: Эһэлээх арыылар) са група от 6 малки острова: Крестовски (най-голям), Леонтиев, Четиристълбов, Пушкарьов, Лисов и Андреев в южната част на Източносибирско море на север от устието на река Колима, като административно принадлежат на Якутия в Русия. Височината им варира от 40 до 100 m. Изградени са от гранити и глинести шисти. Бреговете им са предимно скалисти, на места ниски и заблатени. Край бреговете им през зимата (от 1 до 3 месеца) се образува неподвижна ледена покривка (припай). Преобладава каменистата арктическа тундра и обширни безжизнени каменисти пространства.
Няма точни сведения кой и кога е открил островите, но това най-вероятно се е случило в средата на ХVІІ в. от руските първопроходци. За първи път те са посетени през 1710 г. от търговецът на ценни животински кожи Яков Пермяков. През 1740 г. лейтенант Дмитрий Лаптев посещава остров Крестовски и му прави първото описание, а през 1763 г. сержант Степан Андреев ги обхожда всичките и грубо ги зарисува. През 1769 г. геодезистите Иван Леонтиев, Иван Лисов и Алексей Пушкарьов им съставят първата доста точна карта, като в тяхна чест три от островите носят техните имена.